# Carabina Ribeyrolles 1918
El Ribeyrolles 1918 (oficial y en francés: Carabine-mitrailleuse Ribeyrolles Modèle 1918) fue un fusil de asalto/automático francés. 

## Historia y desarrollo
El fusil fue creado por el fabricante de bicicletas Gladiator en 1916. Paul Ribeyrolles, director de la fábrica, dirigió el diseño de otros fusiles y armamento para los franceses y el Ribeyrolles quedó en pruebas durante toda la Primera Guerra Mundial. Finalmente fue descartado en 1921 por el Ejército francés.

## Descripción
Disparaba el cartucho experimental 8 x 35, era accionado por retroceso directo y alimentado desde un cargador extraíble de 25 cartuchos, con un alcance efectivo de 400 metros. El cartucho, que según algunos autores fue el primer cartucho intermedio especialmente diseñado, fue creado al recortar el cuello del .351 Winchester Self-Loading y montarle una bala de 8 mm. Otra fuente indica que disparaba un cartucho designado 8 x 32 SR.